# Acanthocercus
Genre
Acanthocercus est un genre de sauriens de la famille des Agamidae.

## Répartition
Les huit espèces de ce genre se rencontrent en Arabie, en Afrique de l'Est, en Afrique centrale et en Afrique australe.

## Liste des espèces
Selon The Reptile Database (11 janvier 2016) :
- Acanthocercus adramitanus (Anderson, 1896)
- Acanthocercus annectens (Blanford, 1870)
- Acanthocercus atricollis (Smith, 1849)
- Acanthocercus branchi Wagner, Greenbaum & Bauer, 2012
- Acanthocercus cyanogaster (Rüppell, 1835)
- Acanthocercus guentherpetersi Largen & Spawls, 2006
- Acanthocercus phillipsii (Boulenger, 1895)
- Acanthocercus yemensis (Klausewitz, 1954)

## Publication originale
- Fitzinger, 1843 : Systema Reptilium, fasciculus primus, Amblyglossae. Braumüller et Seidel, Wien, p. 1-106 (texte intégral).